# Hōnen Matsuri
Hōnen Matsuri (豊年祭?) (japanski "Festival žetve"), festival plodnosti koji se slavi 15. ožujka svake godine u Japanu. Hōnen na japanskom označava bogatu žetvu, dok matsuri označava festival. Festival i ceremonija Hōnena slavi blagoslov obilne žetve te blagostanja i plodnosti u svakom pogledu.
Najpoznatiji od tih festivala zbiva se u gradu Komakiju sjeverno od grada Nagoye. Glavna obilježja festivala jesu šintoistički svećenici koji sviraju muzičke instrumente, parada ceremonijalno odjevenih sudionika, neograničene količine sakea, te 280 kg težak i 2,5 metara dug drveni falus. Drveni falus prenosi se iz svetišta zvanog Shinmei Sha (u parnim godinama) na velikom brdu ili svetišta Kumano-sha (u neparnim godinama) do svetišta zvanog Tagata Jinja.
Festival počinje proslavom i pripremom u 10 sati ujutro u Tagata Jinji gdje se prodaju sve vrste hrane i suvenira (većinom faličnih ili sličnih oblika). Sake se također besplatno toči iz velikih drvenih bačvi. Oko 14 sati svi se okupljaju kod Shinmei Shaa radi početka procesije. Šintoistički svećenici izgovaraju molitve i blagoslivljaju sudionike i mikoshi koji se nosi duž paradne rute, te veliki drveni falus.
Kada procesija stigne do Tagata Jinje falus u svojem mikoshiju žestoko se obrće prije nego što se polegne i izreku dodatne molitve. Svi se zatim okupljaju na trgu izvan Tagata Jinje i čekaju mochi nage kada se službenici s uzdignutih platformi bacaju na svjetinu malene rižine kolače. Festival završava oko 16.30.

## Više informacija
- Falične procesije
- Kanamara Matsuri

## Vanjske poveznice
- Yamasa Institute Tagata Jinja - Hounen Matsuri site (engleski)  Arhivirana inačica izvorne stranice od 14. travnja 2006. (Wayback Machine)
- http://farstrider.net/Japan/Festivals/HounenMatsuri/
- Slike falusa i nekoliko informacija